# Vivian Schmitt

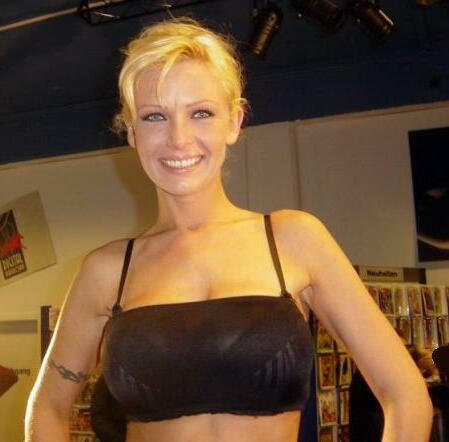
Vivian Schmitt (2006)

Vivian Schmitt (* 31. März 1978 in Bydgoszcz, Polen) ist eine deutsche Pornodarstellerin.

## Leben und Werdegang
Vivian Schmitt ist in Berlin aufgewachsen; ihr bürgerlicher Name ist nicht zweifelsfrei bekannt. Sie begann ihre Karriere in der Pornobranche als Anna B bei Magmafilm. Im Jahr 2003 wechselte sie zur Produktionsgesellschaft Videorama und stand bis 2013 bei dieser exklusiv unter Vertrag. Der Regisseur und Produzent Harry S. Morgan machte sie dort unter dem Namen Vivian Schmitt zur Hauptdarstellerin von Pornofilmen. 2004 erhielt sie die Auszeichnung als Beste Nachwuchsdarstellerin auf der Venus Berlin. Neben ihrer Tätigkeit als Darstellerin stand sie auch Modell für die Titelseiten und Fotostrecken verschiedener Genre-Magazine (z. B. Maxim, Praline).
Im Jahr 2005 gewann Schmitt den zum ersten Mal verliehenen Eroticline Award (vormals Venus Award) als „Beste Deutsche Darstellerin“. Sie ist zusammen mit Jana Bach im 2008 veröffentlichten Musikvideo zur Single Zeig mir Deine Karre (erschienen bei Sony/BMG) des Berliner Rappers Doa21 zu sehen. Für den deutschen Splatterfilm Unrated: The Movie der beiden Regisseure Andreas Schnaas und Timo Rose stand Schmitt 2009 vor der Kamera. Sie hatte 2011 einen Auftritt in der RTL-II-Show My Name Is. 2021 war Schmitt Kandidatin der Reality-TV-Show Die Alm.

## Auszeichnungen

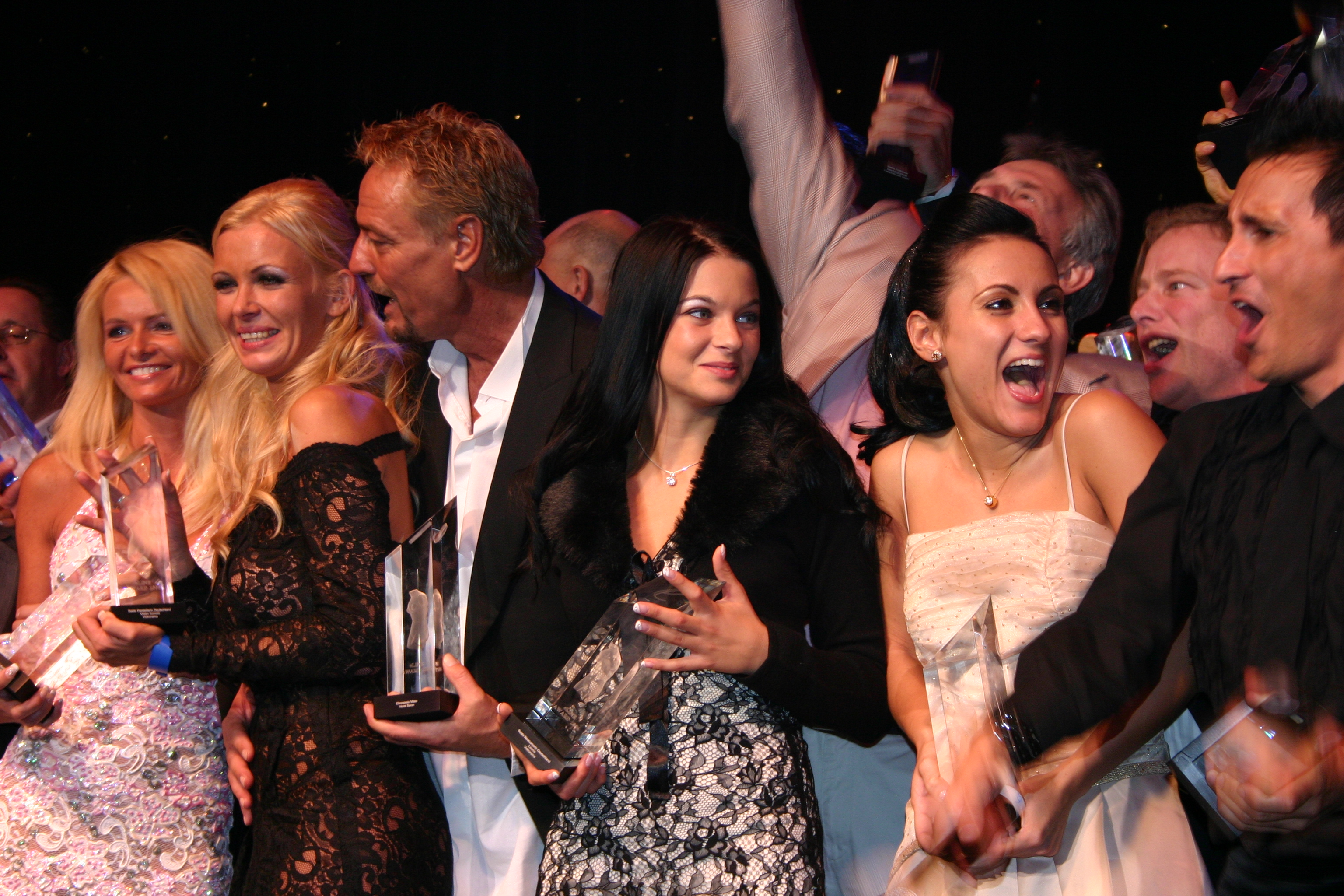
Vivian Schmitt (zweite von links) 2006 nach der Verleihung des Eroticline Award als „Beste Darstellerin Deutschland“

| Jahr | Preis            | Kategorie                                    |
| ---- | ---------------- | -------------------------------------------- |
| 2004 | Venus Award      | Beste Nachwuchs-Darstellerin                 |
| 2005 | Eroticline Award | Beste Darstellerin Deutschland               |
| 2006 | Eroticline Award | Beste Darstellerin Deutschland               |
| 2007 | Eroticline Award | Beste Live-Performance                       |
| 2007 | Eroticline Award | Preis für den Einsatz für die Pornoindustrie |
| 2009 | Erotixxx Award   | Beste Darstellerin Deutschland               |
| 2010 | Venus Award      | Beste Darstellerin                           |

## Filmografie

### Reihe Vivian Schmitt
- Porno-Report (2002)
- Pure Lust (2004)
- Tierisch Heiss (2004)
- Exzessives Wochenende (2004)
- Blonde Sünde (2004)
- Gierige Lippen (2005)
- Unersättlich (2005)
- Ein Schwanz ist mir nicht genug (2005)
- Extreme Begierde (2005)
- Von Lust getrieben (2006)
- Der Hacker (2006)
- Schwanz Fieber (2006)
- Feuchte Träume (2006)
- Eingelocht (2006)
- Heisse Ware (2006)
- Fickfieber (2007)
- Männerträume (2007)
- Im Haus der Lust (2007)
- Ladies Night (2007)
- Jetzt wird's hart (2007)
- Fick mit mir! (2007) Virtual Sex with …
- Extrem gefickt – 24 Stunden geil (2008)
- Die Behandlung (2008)
- Männer-Träume (2008)
- Heiße Schenkel (2008)
- Im Rausch der Lust (2008)
- Allein mit Glenn (2008)
- Der Männerstrich (2008)
- Feuchte Lippen (2008)
- Fotzen-Dressur (2009)
- Willige Stuten Der Goldene Käfig (2009)
- 33 cm… Das Monster im Arsch! (2009, mit dem Brasilianischen Darsteller Kid Bengala)

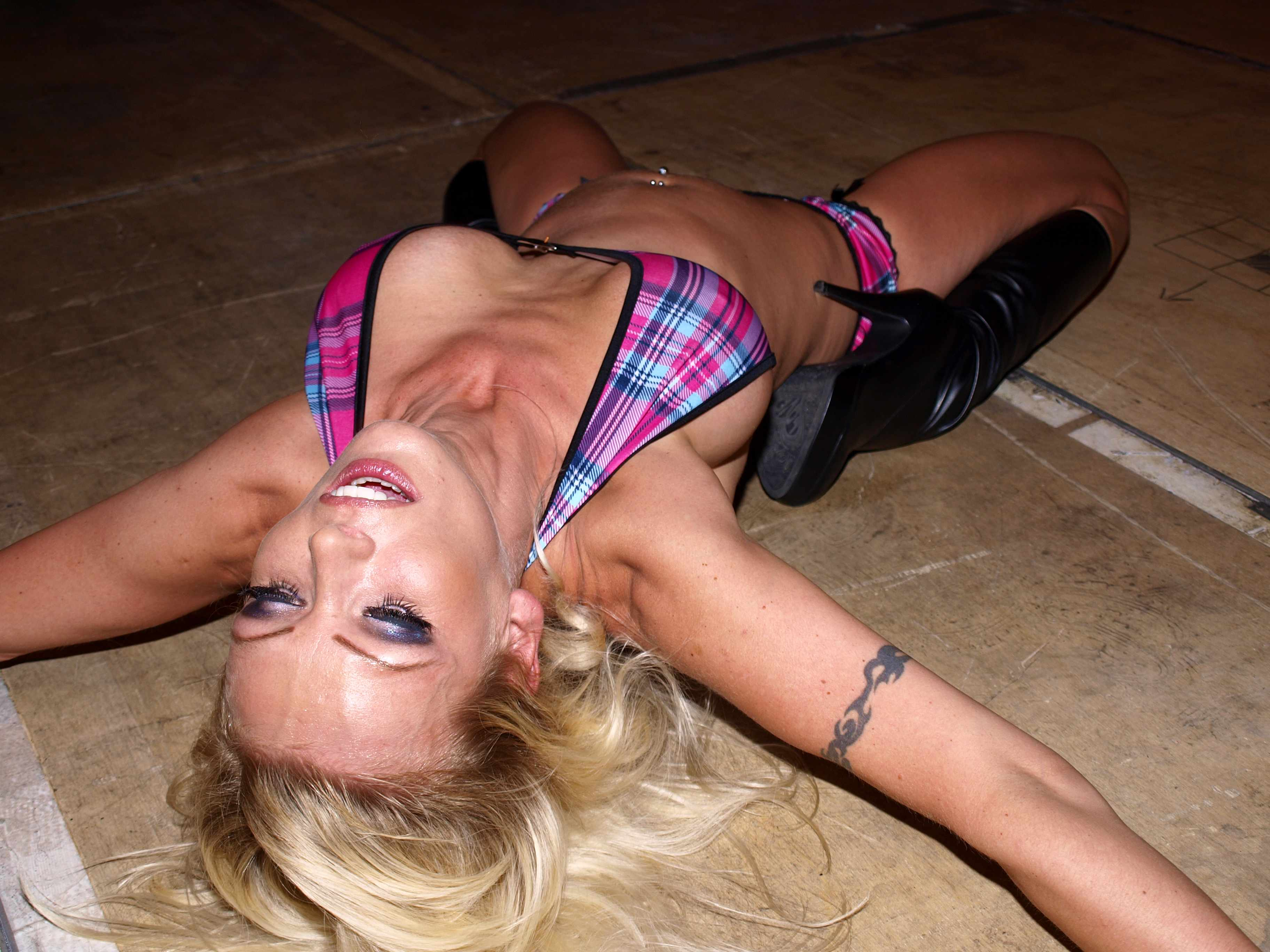
Vivian Schmitt auf einer Erotikmesse (2010)

- Lust & Leidenschaft (2009)
- Ekstase (2009)
- 24 Stunden Geil
- Orgasmus Fieber (2009)
- Blonde Biester (2009)
- Transen-Lust (2010)
- Lust Exzesse (2010)

### 120 Min Special
- Geil ohne Grenzen (2005)
- Ekstase ohne Ende (2005)

### Specials
- Das bin ich (1)
- Das bin ich (2)
- Das bin ich (3)

### Aus anderen Reihen
- Die verfickte Praxis (2002)
- Teeny Exzesse 67: Turbo Möschen (2002)
- Die Einflussnahme (2003)
- Blonde Versuchung (2004)
- Ein Haus voll geiler Schlampen (2004)
- Maximum Perversum 86: Lust-Objekte (2005)
- Heiße Schenkel (2008)
- Inflagranti Black-Box 1 (2016)

### Spielfilme
- 2009: Unrated: The Movie
- 2011: Gegengerade – 20359 St. Pauli